# Otón III de Carintia
Otón III de Carintia (c.1265 - 25 de mayo de 1310) fue un miembro de la familia Meinhardiner. Fue duque de  Carintia entre 1295-1310. También fue conde de Gorizia y Viena. Era hijo del duque Meinhard de Carintia y su esposa Isabel de Baviera.

## Reinado
Otón heredó un país bien organizado, ya que su padre había sentado las bases de una administración eficiente, fomentando los  ministeriales y la creación del Raitbuch tirolés (libro de registro interno). Otón firmó un tratado de límites con el vecino obispado de Brixen, estableciendo la confluencia de los ríos Adigio y Avisio como la frontera entre Tirol y Brixen. Los hermanos de Otón, Alberto, Luis y Enrique, se convirtieron en Vogt de los obispos de Trento.
El rey Alberto I de Habsburgo otorgó a Otón varios peajes o derechos de aduana. Sin embargo, la fastuosa corte de Otón era una carga para sus finanzas. Lo más destacable de su política económica fue la expansión y la obtención de mercados en Gries (ahora parte de Bolzano) en 1305 compitiendo con el mercado en el casco central de Bolzano, que estaba dominado por el obispado.
Otón murió en 1310 sin un heredero varón. Como sus hermanos Alberto y Luis ya habían muerto en 1292 y 1305, respectivamente, fue sucedido por su hermano menor, Enrique de Bohemia.

## Unión y edición
En 1297 Otón se casó con la duquesa Eufemia (1281-1347), una hija del duque Enrique V de Legnica. Tuvieron cuatro hijas:
- Ana, casada con el conde palatino  Rodolfo II;
- Isabel de Carintia, se casó con el rey Pedro II de Sicilia;
- Úrsula
- Eufemia.